# Palmer (Kansas)
Palmer – miasto w Stanach Zjednoczonych, w stanie Kansas, w hrabstwie Washington.